# Nouveau Dictionnaire de la langue française (Laveaux)
Der Nouveau Dictionnaire de la langue française (Kurzname: Laveaux) war ein Wörterbuch der französischen Sprache in 2 Bänden von 1820. Der Verfasser war Jean-Charles Laveaux.

## Geschichte
Der 1820 in 2 Bänden erschienene Nouveau dictionnaire de la langue française (1093 + 1063 Seiten,) sah sich als Konkurrent zum Dictionnaire universel von Pierre-Claude Boiste (5. Auflage 1819). Er erlebte 1828 eine 2. Auflage. Verleger war Jean-François Deterville (1766–1842). Laut Alain Rey hatte er 50 Jahre lang Erfolg.

## Vollständiger Titel der 2. Auflage
Nouveau Dictionnaire de la langue française, où l’on trouve
1.	Le recueil de tous les mots de la langue usuelle, dont un grand nombre ne se trouve point dans les autres dictionnaires, avec leurs définitions, et des exemples propres à en indiquer l’usage et la construction.
2.	Les étymologies nécessaires pour l’intelligence de ces mots, tirées des langues anciennes ou étrangères.
3.	Un grand nombre d’acceptions non indiquées ni définies jusqu’à présent, justifiées par des passages d’auteurs classiques, et auxquelles ces passages servent en même temps de fondement et d’exemples.
4.	L’explication détaillée des synonymes.
5.	Des remarques sur la prononciation et l’orthographe, lorsqu’elles s’écartent des règles générales.
6.	Les solutions des principales difficultés grammaticales.
7.	Les noms des outils et instruments des arts et métiers, avec l’indication de leurs usages divers.
8.	Les termes des arts et des sciences, avec les définitions ou les descriptions des objets qui sont soumis aux procédés es uns et aux spéculations des autres.
9.	La critique de plusieurs mots recueillis ou insérés mal à propos dans quelques dictionnaires modernes, etc., etc.